# 노광철
노광철(努光鐵, 1956년 ~ )은 조선민주주의인민공화국의 정치인이다. 현재 조선민주주의인민공화국 국무위원회 위원 을 맡고 있으며, 조선로동당 중앙위원회 후보위원 및 최고인민회의 대의원이며 조선로동당 중앙군사위원회 위원이다.

## 경력
1996년 1월 사진화보집 ‘조선’ 1월호에 70도 화상에 기적적으로 회생하는 치료 상황이 자세히 소개되었다. 2010년 9월 조선로동당 중앙위원회 후보위원에 선출되었다. 2018년 6월 3일 조선인민군 인민무력부장으로 임명되어 2019년 12월까지 근무하였다. 2024년 10월에는 국방상에 임명되어 같은 직책을 2번이나 하고 있다.

## 최고인민회의 대의원
2003년 8월 최고인민회의 제11기 대의원을 역임한 이후, 2010년 9월 이후 제12기 대의원으로 있다.

## 기타
2011년 12월 김정일 사망 당시에 국가 장의위원회 위원을 맡았다.